# Aldo Vitale
Pour les articles homonymes, voir Vitale.
Aldo Vitale, né le 16 juillet 1931, à Rijeka, au royaume de Yougoslavie, est un ancien dirigeant de basket-ball italien. 

## Biographie
Aldo Vitale est président de la LegA Basket Femminile de 1979 à 1984. Il devient ensuite vice-président de la commission mondiale féminine à la Fédération internationale de basket-ball de 1984 à 1990, puis président de la FIBA Europe de 1990 à 1996 et vice-président de la FIBA entre 1994 et 1996. En 2007, il devient conseiller spécial du secrétaire général de la FIBA. 
Il est intronisé au Italia Basket Hall of Fame en 2008 et au FIBA Hall of Fame en 2013 en qualité de contributeur.